# Caudofoveata
Caudofoveata са таксономичен раздел мекотели, които според различните класификации са определяни като клас или подклас от клас Безпанцерни мекотели. Представителите са детритофаги или хищни мекотели обитаващи морското дъно.

## Морфологични особености
Представителите притежават цилиндрична форма и не притежават глава. Някои от органите притежават признаци на метамерия.

## Хранене
Представителите се хранят предимно с фораминифери.

## Семейства
Caudofoveata се подразделят на следните семейства:
- Chaetodermatidae
- Falcidentidae
- Limibossoridae
- Metachaetodermatidae
- Prochaetodermatidae
- Scutopidae